# إبراهيم خلف الله (عزبة)

عزبة إبراهيم خلف الله، عزبة تابعة لقرية الزوامل بالوحدة المحلية لقرية شباس الملح، التابعة لمركز دسوق، التابع لمحافظة كفر الشيخ في جمهورية مصر العربية.